# Полубинский, Дмитрий Самуил
Князь Дмитрий Самуил Полубинский (ок. 1615 — 8 августа 1687) — военный и государственный деятель Великого княжества Литовского, подчаший слонимский (1640—1659), хорунжий слонимский (1659—1660), маршалок слонимский (1660—1670), воевода новогрудский (1670—1687).

## Биография
Происходил из литовского княжеского рода Полубинских. Сын слонимского земского судьи князя Михаила Ивановича Полубинского (ум. 1651) и Эльжбеты Корсак, дочери полоцкого подкомория Романа Криштофа Корсака.
В 1632 году князь Дмитрий Самуил Полубинский присутствовал на «элекции» (избирательном сейме), который избрал новым королём Речи Посполитой Владислава IV Вазу (1632—1648). В 1640 году после смерти своего старшего брата Николая Дмитрий Полубинский был назначен подчашим слонимским. В 1655 году был избран депутатом от слонимского повета на трибунал Великого княжества Литовского.
Участник русско-польской войны 1655—1667 годов. В 1655 году стал поручиком в гусарской хоругви хорунжего трокского князя Марциана Огинского. В марте 1659 года Дмитрий Полубинский был назначен хорунжим слонимским, а в 1660 году стал маршалком слонимским. Дмитрий Самуил Полубинский перешел в чине хорунжего на службу в королевскую гусарскую хоругвь, в которой поручиком служил его родственник, польный писарь литовский князь Александр-Гилярий Полубинский. В 1660 году в составе гусарской хоругви А. Полубинского участвовал в боях с русскими войсками под Полонкой (28 июня) и на реке Басе (8 октября). В ноябре 1661 года Дмитрий Самуил Полубинский участвовал в разгроме польско-литовской армией русского войска под командованием князя И. А. Хованского в битве под Кушликами. В 1663-1664 годах Дмитрий Самуил Полубинский в составе гусарской королевской хоругви участвовал в неудачной военной кампании польского короля Яна Казимира Вазы на Левобережной Украине. С августа 1664 до весны 1665 года князь Дмитрий Полубинский со своей хоругвью находился в Минске, защищая границы Великого княжества Литовского от нападений отрядов московской армии. В 1665 году князь Дмитрий Самуил Полубинский под командованием своего родственника Александра-Гилярия Полубинского участвовал в военных действиях против рокошан Ежи Себастьяна Любомирского.
Весной 1667 года маршалок слонимский князь Дмитрий Самуил Полубинский был вторично избран послом на сейм. Вошел в состав комиссии, созданной сеймом для решения вопросов с оплатой денежного содержания литовскому войску.
В 1669 году Дмитрий Полубинский присутствовал на церемонии избрания («элекции») короля Речи Посполитой Михаила Корибута Вишневецкого (1669—1673) и подписался под присягой, данной новым королём (7 июля). В 1670 году при поддержке своего родственника, великого маршалка литовского Александра-Гилярия Полубинского, князь Дмитрий Самуил Полубинский получил должность воеводы новогрудского. В 1679 году Дмитрий Полубинский в третий раз был избран послом на сейм.

## Семья
Дмитрий Самуил Полубинский был дважды женат. Его первой женой была Констанция Стадницкая, дочь каштеляна пшемысльского Викторина Стадницкого. Дети: Михаил Полубинский, судья земский слонимский, Леон-Казимир Полубинский (ум. 1726), покоевый дворянин польского короля Яна Собеского, и Ремиан Полубинский ум. (1748), подкоморий слонимский.
Вторично женился на Петронелле Тышкевич, дочери каштеляна смоленского Петра Тышкевича. Сыновья: Пётр Полубинский (ум. 1727), прелат и пробст виленский, Антоний и Гилярий Полубинские. Дочери: Эльжбета, Катажина, Клара и Иоанна вступили в монашеский орден св. Бригитты в Вильно, Софья и Анна были незамужними, Анна стала женой Станислава Папроцкого. Констанция — жена судьи земского виленского Казимира Воловича. Флориана — жена стольника витебского Яна Немцевича. Евфросинья была замужем дважды: 1-й муж — войский мстиславский Михаил Корсак, 2-й муж — маршалок волковысский Теофил Олендзский.